# 1863
Évszázadok: 18. század – 19. század – 20. század
Évtizedek: 1810-es évek – 1820-as évek – 1830-as évek – 1840-es évek – 1850-es évek – 1860-as évek – 1870-es évek – 1880-as évek – 1890-es évek – 1900-as évek – 1910-es évek
Évek: 1858 – 1859 – 1860 – 1861 –  1862 – 1863 – 1864 – 1865 – 1866 – 1867 – 1868

## Események

### Határozott dátumú események
- január 1. – Érvénybe lép Abraham Lincoln elnök emancipációs nyilatkozata, amellyel a „lázadók” területein élő rabszolgákat felszabadította.[1]
- január 22. – Megkezdődik az Orosz Birodalom ellen a litván–lengyel januári felkelés.
- április 7. – Az első Charleston Harbor-i csata.
- április 11. – A kambodzsai protektorátus létrehozásával Kambodzsa is francia fennhatóság alá kerül.* június 5. – Annam átengedi Kokinkínát Franciaországnak.[2]
- május 12. – II. Radama madagaszkári király meggyilkolása után főfeleségét, Rabodozanakandriana királynét kiáltják ki Madagaszkár királynőjévé I. Rasoherina néven (uralkodik haláláig, 1868-ig).
- július 1–3. – A gettysburgi csata, amely az amerikai polgárháború egyik legvéresebb csatája.[3]
- július 4. – Ulysses Grant beveszi Vicksburg városának erődjét, s ezzel a Mississippi mentén kettévágja a Konföderáció területét.[1]
- július 18. – Az Orosz Birodalomban a valujevi körlevél megtiltja az ukrán nyelv használatát az oktatásban, valamint az ukrán nyelvű tudományos-ismeretterjesztő és vallási tárgyú könyvek kiadását.
- szeptember 27. – Hamburgban megnyílik az újjáépített Szent Miklós-templom.
- szeptember 28. – A Juan Prim tábornok vezette spanyol felkelők Alcoleánál leverik II. Izabella királynő csapatait.[4]
- szeptember 30. – Trónfosztják II. Izabella spanyol királynőt.[5]
- október 25. – Felavatják az első Sió-zsilipet, amely lehetővé tette a Balaton vízszintjének szabályozását. (Ezzel megszűnt a Balaton természetes vízjárása és mesterségesen szabályzott vízállású tó lett belőle.)[6]
- október 31. – Vilmos dán herceg I. György (Geórgiosz) néven foglalja el a görög trónt.[7]
- november 19. – Abraham Lincoln, az Egyesült Államok elnöke a Pennsylvania állambeli Gettysburg Nemzeti Temetőjének felszentelésekor elmondja világhírű szónoklatát, a gettysburgi beszédet.[3]
- november 23–25. – A chattanoogai csata.[1]

### Határozatlan dátumú események
- az év folyamán – 
  - A rendkívül aszályos év miatt általános állatelhullás és élelmiszerhiány lépett fel Magyarországon[8]
  - Befejeződik az újpesti kikötő 1858-ban elkezdett építkezése. (Az elsődleges célja az volt, hogy a Duna zajlása idején a hajók téli menedéket találjanak. Bejáratánál található az angyalföldi hajógyár javítóműhelye is.)[6]
  - Schmidthauer Antal komáromi gyógyszerész megkezdi az előző évben Nagyigmánd község közlegelőjén általa felfedezett keserűvíz palackozását. (Az „Igmándi” néven híressé vált, igen jó minőségű magnézium-szulfátos gyógyvíz kitermelése egészen az 1980-as évek közepéig tartott.)[6]
  - Hollandia a még megmaradt gyarmatain felszámolja a rabszolgaságot.[9]

## Az év témái

### 1863 az irodalomban
- Jókai Mór megalapítja a Hon című folyóiratot.
- Megjelenik Ernest Renan La vie de Jésus (Jézus élete) című könyve.[2]

### 1863 a sportban
- Az első modern értelemben vett evezősversenyt rendezik meg a pozsonyi Duna-szakaszon.[6]

### 1863 a tudományban
- James Clerk Maxwell megjósolja az elektromágneses hullámok létét.
- Felfedezik az indiumot.
- Az első kerékpár elkészítése.
- Margarin előállítása.

## Születések
- január 1. – Pierre de Coubertin, történész és pedagógus, a modern Olimpiai játékok kezdeményezője († 1937)
- január 4. – Apáthy István, zoológus († 1922)
- január 17. – Konsztantyin Szergejevics Sztanyiszlavszkij, orosz színházi rendező († 1938)
- február 8. – Borsos István, református lelkész, főiskolai tanár, klasszika-filológus, könyvtáros, numizmatikus († 1918)
- február 27. – Joaquín Sorolla spanyol festő († 1923)
- március 12. – Gabriele D’Annunzio olasz költő, író, esszéista, publicista, politikus († 1938)
- március 17. – Sándor Emma zeneszerző, műfordító († 1958)
- április 9. – Rátz László, tanár († 1930)
- április 29. – William Randolph Hearst amerikai üzletember, sajtómágnás († 1951).
- április 29. – Kollányi Ferenc egyháztörténész, könyvtáros, levéltáros, az MTA tagja († 1933)
- május 10. – Kaarle Leopold Krohn finn folklorista, filológus, költő, az MTA tagja († 1933)
- május 21. – Habsburg–Tescheni Jenő főherceg († 1954)
- június 29. – Juhász Árpád, festőművész († 1914)
- július 11. – Arany Dániel, matematikus, matematikatanár († 1945)
- július 18. – Habsburg–Lotaringiai Ferenc Ferdinánd főherceg osztrák főherceg, 1896-tól az Osztrák–Magyar Monarchia trónörököse († 1914)
- július 23. – Bródy Sándor, író, újságíró († 1924)
- július 30. – Henry Ford, a Ford autógyár alapítója († 1947)
- augusztus 3. – Gárdonyi Géza, író és költő († 1922)
- augusztus 8. – Florence Augusta Merriam Bailey, amerikai ornitológusnő és természetírónő († 1948)
- augusztus 28. – Lenhossék Mihály, anatómus († 1937)
- szeptember 3. – Hans Aanrud, norvég novella- és színműíró († 1953)
- szeptember 7. – Malatinszky Ferenc földbirtokos, politikus († 1951)
- szeptember 13. – Franz von Hipper, német admirális († 1932)
- szeptember 22. – Herczeg Ferenc, író, színműíró († 1954)
- szeptember 29. – Alfred Meebold, botanikus, író, antropozófus († 1952)
- szeptember 30. – Reinhard Scheer, német admirális († 1928)
- október 29. – Körösfői-Kriesch Aladár, festő, szobrász, iparművész, a szecesszió kiváló képviselője († 1920)
- november 11. – Paul Signac, francia festőművész († 1935)
- november 23. – Hadik János gróf, 1918-ban 3 napig kijelölt miniszterelnök († 1933)
- december 7. – Pietro Mascagni, olasz zeneszerző († 1945)
- december 12. – Edvard Munch norvég expresszionista festő († 1944)

## Halálozások
- január 17. – Horace Vernet, francia festő (* 1789)
- február 1. – Dianiska Dániel, evangélikus lelkész, költő (* 1801)
- február 12. – Lisznyai Damó Kálmán költő, a Tízek Társaságának tagja (* 1823)
- április 1. – Hollán Hugó, katonatiszt (* 1819)
- április 21. – Daniss Zsigmond, katolikus pap, költő (* 1817)
- május 12.
  - Klapka József, katonatiszt, nyomdatulajdonos, kultúraszervező és mecénás, 1819–1833 között Temesvár polgármestere, országgyűlési követ, Klapka György honvédtábornok édesapja (* 1786)
  - II. Radama madagaszkári király (* 1829)
- május 15. – Bauer Lajos, honvédtiszt (* 1814)
- június 29. – Karl Zeisberg, császári-királyi altábornagy (* 1788)
- augusztus 13. – Eugène Delacroix, francia festőművész (* 1798)
- augusztus 23. – Theodor Kalide(wd) német szobrász (* 1801)
- október 28. – Bajza Jenő, író (* 1840)
- november 23. – Láng Adolf Ferenc, botanikus, zoológus, gyógyszerész, az MTA tagja (* 1795)